# Адамантиадис, Бенедикт
Бенеди́кт Адамантиа́дис (греч. Βενεδίκτος Αδαμαντιάδης; 1875, Пруса, Османская империя — 27 октября 1962, Афины, Греция) — известный греческий офтальмолог. Впервые описал синдром рецидивирующего ирита с гипопионом, а также афтозный стоматит и изъявления половых органов. В знак признания выдающихся заслуг учёного в области медицинской науки, данный синдром был назван его именем (см. Болезнь Адамантиадиса-Бехчета).

## Жизнь и научный вклад
Бенедикт Адамантиадис родился в 1875 году в городе Пруса Османской империи.
Учился на медицинском факультете Афинского национального университета и специализировался по офтальмологии в Париже. После занимаемой должности заведующего офтальмологическим отделением больницы Гиппократион в Афинах, Адамантиадис развернул большую научную деятельность.
15 ноября 1930 года, на ежегодном собрании Медицинского Общества Афин, Адамантиадис представил доклад «Случай рецидивирующего ирита с гипопионом», в котором идентифицировал три основных признака описываемого нового заболевания и заявил о единой нозологической форме. В том же году его лекция была опубликована в «Записках Медицинского Общества Афин», а в 1931 году — во французском журнале «Annales d’Oculistique».
В 1946 году Адамантиадис определил тромбофлебит как четвёртый основной признак заболевания. Позже он представил первую классификацию болезни, описав в обзорной работе окулярную, кожно-слизистую и системную формы. Адамантиадис отметил, что болезнь может годами проявляться как моно- или олигосимптоматическое расстройство, а поражение глаз и неблагоприятный прогноз заболевания чаще встречаются у мужчин, чем у женщин. В этой работе Адамантиадис также предложил первые диагностические критерии. В дополнение к болезни, учёный описал промежуточный кератит у больных трахомой пациентов как бактериальную инфекцию и классифицировал идиопатическую гемералопию.
Другие пионерские работы Бенедикта Адамантидиса касались изучения: краевой дегенерации роговицы, заднего отслоения стекловидного тела, измерения глазного дна и глазного давления, а также исследования трахомы и патогенеза глаукомы.
Адамантиадис написал более 150 научных работ, многие из которых ознаменовали новый этап в области его исследований.
Умер 27 октября 1962 года в Афинах.